# Miguel Llorens López
Miguel Llorens López (10 de noviembre de 1994) es un deportista español que compite en piragüismo en la modalidad de maratón.
Ganó dos medallas en el Campeonato Mundial de Piragüismo en Maratón, en los años 2018 y 2022, y cinco medallas en el Campeonato Europeo de Piragüismo en Maratón entre los años 2016 y 2025.

## Palmarés internacional
| Campeonato Mundial | Campeonato Mundial       | Campeonato Mundial | Campeonato Mundial |
| Año                | Lugar                    | Medalla            | Competición        |
| ------------------ | ------------------------ | ------------------ | ------------------ |
| 2018               | Vila Verde (Portugal)    | Medalla de bronce  | K2                 |
| 2022               | Ponte de Lima (Portugal) | Medalla de plata   | K2                 |
| Campeonato Europeo |                          |                    |                    |
| Año                | Lugar                    | Medalla            | Competición        |
| 2016               | Pontevedra (España)      | Medalla de plata   | K2                 |
| 2017               | Ponte de Lima (Portugal) | Medalla de bronce  | K2                 |
| 2022               | Silkeborg (Dinamarca)    | Medalla de oro     | K2                 |
| 2024               | Poznań (Polonia)         | Medalla de bronce  | K2                 |
| 2025               | Ponte de Lima (Portugal) | Medalla de bronce  | K2                 |